# World Human Powered Vehicle Association
Die World Human Powered Vehicle Association (WHPVA) wurde 1976 in den USA unter dem Namen International Human Powered Vehicle Association (IHPVA) gegründet. Sie war zunächst ein Zusammenschluss von nationalen Verbänden für ausschließlich mit Muskelkraft betriebene Fahrzeuge und weiteren internationalen Mitgliedern.
1998 spaltete sich der US-Verein HPVA von der IHPVA ab und trat 2004 aus dieser aus. Im Rahmen eines Streits um den Namen gelang es der HPVA Besitz von der Domain ihpva.org zu ergreifen und sie führt nun seit 2008 selbst den Namen International Human Powered Vehicle Association (IHPVA), während der ursprüngliche Namensträger sich notgedrungen einen neuen Namen suchen musste und sich seitdem World Human Powered Vehicle Association (WHPVA) nennt.
Die WHPVA/IHPVA publizierte eine gedruckte wissenschaftliche Zeitschrift Human Power, später eine Online-Zeitschrift Human Power eJournal. Aufgaben sowohl der IHPVA als auch der WHPVA sind die Kontrolle, Überprüfung und Anerkennung von Rekorden, Aufstellung von Wettbewerbsregeln, Terminkoordination von Meisterschaften und Informationsaustausch. Die heutige IHPVA macht dies vor allem auf dem amerikanischen Kontinent; die WHPVA mehr auf dem europäischen Kontinent, wobei Australien und Asien nach Möglichkeit einbezogen werden.
Zwischen der amerikanischen HPVA/IHPVA und der internationalen IHPVA/WHPVA gab es während zehn Jahren auch immer wieder Konflikte über Rennkategorien, Rekorde und Urheberrechtsbelange. 